# Championnats du monde d'escrime 2003
Navigation
Édition précédente Édition suivante
Les Championnats du monde d'escrime 2003 se sont tenus du 5 au 11 octobre 2003 à La Havane à Cuba.

## Médaillés
| Épreuves           | Or                                                                                       | Argent                                                                              | Bronze                                                                                |
| ------------------ | ---------------------------------------------------------------------------------------- | ----------------------------------------------------------------------------------- | ------------------------------------------------------------------------------------- |
| Épée               |                                                                                          |                                                                                     |                                                                                       |
| Hommes individuel  | Fabrice Jeannet                                                                          | Maksym Khvorost                                                                     | Ullrich Robeiri Vitaliy Zakharov                                                      |
| Hommes par équipes | Russie- Pavel Kolobkov - Sergey Kochetkov - Aleksey Selin - Igor Tourchine               | Allemagne- Jörg Fiedler - Norman Ackermann - Christoph Kneip - Wolfgang Raich       | Suède - Fredrik Nilsson - Robert Dingl - Péter Vánky - Magnus Malmgren                |
| Femmes individuel  | Nataliya Konrad                                                                          | Maureen Nisima                                                                      | Li Na Cristiana Cascioli                                                              |
| Femmes par équipes | Russie- Karina Aznavourian - Oksana Yermakova - Tatiana Logunova - Anna Sivkova          | Allemagne- Claudia Bokel - Imke Duplitzer - Britta Heidemann - Marijana Markovic    | Hongrie- Adrienn Hormay - Ildikó Mincza-Nébald - Tímea Nagy - Hajnalka Tóth           |
| Fleuret            |                                                                                          |                                                                                     |                                                                                       |
| Hommes individuel  | Peter Joppich                                                                            | Simone Vanni                                                                        | Brice Guyart Andrea Cassarà                                                           |
| Hommes par équipes | Italie- Andrea Cassarà - Marco Ramacci - Salvatore Sanzo - Simone Vanni                  | Chine- Wang Haibin - Wu Hanxiong - Ye Chong - Zhu Rui                               | Allemagne- Ralf Bißdorf - Dominik Behr - Peter Joppich - André Weßels                 |
| Femmes individuel  | Valentina Vezzali                                                                        | Sylwia Gruchala                                                                     | Aida Mohamed Roxana Scarlat                                                           |
| Femmes par équipes | Pologne- Sylwia Gruchała - Magdalena Mroczkiewicz - Anna Rybicka - Małgorzata Wojtkowiak | Russie- Ekaterina Youcheva - Svetlana Boyko - Evgenia Lamonova - Victoria Nikishina | Roumanie- Laura Badea-Cârlescu - Roxana Scarlat - Cristina Stahl - Zsofia Lazăr-Szabo |
| Sabre              |                                                                                          |                                                                                     |                                                                                       |
| Hommes individuel  | Volodymyr Loukachenko                                                                    | Mihai Covaliu                                                                       | Aldo Montano Domonkos Ferjancsik                                                      |
| Hommes par équipes | Russie- Sergey Sharikov - Stanislav Pozdniakov - Aleksey Yakimenko - Aleksey Diatchenko  | Hongrie- Domonkos Ferjancsik - Kende Fodor - Balázs Lengyel - Zsolt Nemcsik         | Ukraine- Dmytro Boiko - Volodymyr Loukachenko - Oleh Shturbabin - Vladyslav Tretyak   |
| Femmes individuel  | Dorina Mihai                                                                             | Tan Xue                                                                             | Gioia Marzocca Aleksandra Socha                                                       |
| Femmes par équipes | Italie- Ilaria Bianco - Gioia Marzocca - Rosanna Pagano - Alessandra Lucchino            | Chine- Bao Yingying - Huang Haiyang - Zhang Ying - Tan Xue                          | Azerbaïdjan- Elena Amirova - Elena Jemayeva - Anzhela Volkova - Yanna Sioukayeva      |

## Tableau des médailles
| Rang | Nation      | Or | Argent | Bronze | Total |
| ---- | ----------- | -- | ------ | ------ | ----- |
| 1    | Italie      | 3  | 1      | 4      | 8     |
| 2    | Russie      | 3  | 1      | 0      | 4     |
| 3    | Ukraine     | 2  | 1      | 1      | 4     |
| 4    | Allemagne   | 1  | 2      | 1      | 4     |
| 5    | France      | 1  | 1      | 2      | 4     |
| 6    | Roumanie    | 1  | 1      | 2      | 4     |
| 7    | Pologne     | 1  | 1      | 1      | 3     |
| 8    | Chine       | 0  | 3      | 1      | 4     |
| 9    | Hongrie     | 0  | 1      | 3      | 4     |
| 10   | Azerbaïdjan | 0  | 0      | 1      | 1     |
| 11   | Biélorussie | 0  | 0      | 1      | 1     |
| 12   | Suède       | 0  | 0      | 1      | 1     |